# Michael McShane, Matchmaker
Michael McShane, Matchmaker è un cortometraggio muto del 1912 diretto da Laurence Trimble.

## Trama
Un vecchio ambulante aiuta a fuggire un uomo di mezza età con una ragazza.

## Produzione
Il film fu prodotto dalla Vitagraph Company of America. Venne girato in Irlanda.

## Distribuzione
Distribuito dalla General Film Company, il film - un cortometraggio in una bobina - uscì nelle sale cinematografiche statunitensi il 6 novembre 1912 e nel Regno Unito nel dicembre 1912.